# Капительман, Дмитрий
Дмитрий (Дмитрий Ромашкан) Капительман (нем. Dmitrij Kapitelman, род.  28 августа 1986, Киев, УССР) — немецкоязычный писатель, журналист и музыкант молдавско-еврейского происхождения.

## Биография
Родился в Киевe в 1986 году. В возрасте восьми лет вместе с семьёй приехал в Германию как контингентный еврейский беженец.
Изучал политологию и социологию в Университете Лейпцига, затем окончил Немецкую школу журналистики в Мюнхене. Живёт в Берлине, работает внештатным журналистом. Выступает с авторской музыкой под псевдонимом Dheema.

## Творчество

### Журналистика
Публиковался в изданиях «taz» и «Die Zeit». В 2013 году опубликовал в taz автобиографическую заметку «Kapitelmans Kind» (под именем Дмитрий Ромашкан), что привлекло внимание литературного агентства.
С 2022  Капительман ― член Пен-клуба (Берлин).

### Проза
- Das Lächeln meines unsichtbaren Vaters (2016) — дебютный роман, основанный на семейной истории и отношениях с отцом. Книга получила похвалы критиков и премию Клауса-Михаэля-Кюне в 2016 году.
- Eine Formalie in Kiew (2021) — роман-автофикция о возвращении в Киев и поиске идентичности. Получил премию Familienroman Stiftung Ravensburger Verlag в 2021 году.
- Russische Spezialitäten (2025) — новый роман, изданный Hanser Berlin.

### Музыка
Выпускает музыку под псевдонимом Dheema; выпущен EP «Querulantenkram».

## Общественная деятельность
В 2022 году стал одним из основателей PEN Berlin — объединения писателей и журналистов.

## Награды и премии
- Премия Клауса-Михаэля Кюне- (Harbour Front Literaturfestival), 2016
- Buchpreis Familienroman Stiftung Ravensburger Verlag, 2021